# Суходол (повесть)
Суходол — повесть Ивана Алексеевича Бунина 1912 года.
Помимо «Суходола» Бунин описывал русскую деревню конца XIX — начала XX веков в таких произведениях, как «Деревня», «Антоновские яблоки» и т. д. Однако в данной повести рассказывается о настоящем селе Суходол, которое писатель навещал. По воспоминаниям Веры Буниной, прототипом тёти Тони была Варвара Николаевна Бунина, родная тётя писателя.
В 2011 году повесть была экранизирована режиссёром Александрой Стреляной. Продюсер фильма — Алексей Учитель.